# 11e cérémonie des Empire Awards
La 11e cérémonie des Empire Awards a été organisée en 2006 par le magazine britannique Empire, et a récompensé les films sortis en 2005. Elle a été présentée par l'humoriste britannique Bill Bailey.
Les récompenses sont votées par les lecteurs du magazine.

## Palmarès
Note : les gagnants sont indiqués en premier de chaque catégorie et typographiés en gras.

### Meilleur film
- King Kong
  - Collision (Crash)
  - La Guerre des mondes (War of the Worlds)
  - Sin City
  - Star Wars, épisode III : La Revanche des Sith (Star Wars, Episode III: Revenge of the Sith)

### Meilleur film britannique
- Orgueil et Préjugés (Pride & Prejudice)
  - The Descent
  - H2G2 : Le Guide du voyageur galactique (The Hitchhiker's Guide to the Galaxy)
  - Harry Potter et la Coupe de feu  (Harry Potter and the Goblet of Fire)
  - Stoned
  - Wallace et Gromit : Le Mystère du lapin-garou (The Curse of the Were-Rabbit)

### Meilleur acteur
- Johnny Depp pour le rôle de Willy Wonka dans Charlie et la Chocolaterie (Charlie and the Chocolate Factory)
  - Viggo Mortensen pour le rôle de Tom Stall dans A History of Violence
  - Christian Bale pour le rôle de Batman / Bruce Wayne dans Batman Begins
  - Matt Dillon pour le rôle de l'Officier Ryan dans Collision (Crash)
  - Andy Serkis pour le rôle de Kong dans King Kong

### Meilleure actrice
- Thandie Newton  pour le rôle de Christine dans Collision (Crash)
  - Renée Zellweger pour le rôle de Mae Braddock dans De l'ombre à la lumière (Cinderella Man)
  - Naomi Watts pour le rôle de Ann Darrow dans King Kong
  - Hilary Swank pour le rôle de Maggie Fitzgerald dans Million Dollar Baby
  - Keira Knightley pour le rôle d'Elizabeth Bennet dans Orgueil et Préjugés (Pride & Prejudice)

### Meilleur réalisateur
- Nick Park et Steve Box pour Wallace et Gromit : Le Mystère du lapin-garou (The Curse of the Were-Rabbit)
  - Ron Howard pour De l'ombre à la lumière(Cinderella Man)
  - Peter Jackson pour King Kong
  - Christopher Nolan pour Batman Begins
  - Steven Spielberg pour La Guerre des mondes (War of the Worlds)
  - Joe Wright pour Orgueil et Préjugés (Pride & Prejudice)

### Meilleure scène de l'année
- Star Wars, épisode III : La Revanche des Sith (Star Wars, Episode III: Revenge of the Sith) pour la naissance de Dark Vador
  - Collision (Crash) pour le sauvetage de la voiture
  - The Descent pour l'attaque des mutants
  - La Guerre des mondes (War of the Worlds) pour l'arrivée
  - Wallace et Gromit : Le Mystère du lapin-garou (The Curse of the Were-Rabbit) pour le combat de chiens

### Meilleur espoir
Féminin
- Kelly Reilly pour le rôle de Maureen dans Madame Henderson présente (Mrs Henderson presents) et pour le rôle de Caroline Bingley dans Orgueil et Préjugés (Pride & Prejudice)
  - Georgie Henley pour le rôle de Lucy Pevensie dans Le Monde de Narnia : Le Lion, la Sorcière blanche et l'Armoire magique (The Chronicles of Narnia : The Lion, the Witch and the Wardrobe)

Masculin
- Nathan Fillion pour le rôle de Malcolm « Mal » Reynolds dans Serenity
- Leo Gregory pour le rôle de Brian Jones dans Stoned
- James McAvoy pour le rôle de M. Tumnus dans Le Monde de Narnia : Le Lion, la Sorcière blanche et l'Armoire magique (The Chronicles of Narnia : The Lion, the Witch and the Wardrobe)

### Meilleur thriller
- Kiss Kiss Bang Bang
  - A History of Violence
  - Sin City
  - Batman Begins
  - The Constant Gardener

### Meilleur film fantastique ou de science-fiction
- Star Wars, épisode III : La Revanche des Sith (Star Wars, Episode III: Revenge of the Sith)
  - Harry Potter et la Coupe de feu (Harry Potter and the Goblet of Fire)
  - King Kong
  - Le Monde de Narnia : Le Lion, la Sorcière blanche et l'Armoire magique (The Chronicles of Narnia : The Lion, the Witch and the Wardrobe)
  - Serenity

### Meilleure comédie
- Team America, police du monde (Team America: World Police)
  - H2G2 : Le Guide du voyageur galactique (The Hitchhiker's Guide to the Galaxy)
  - The League of Gentlemen's Apocalypse
  - Wallace et Gromit : Le Mystère du lapin-garou (The Curse of the Were-Rabbit)
  - Serial noceurs (Wedding Crashers)

### Meilleur film d'horreur
- The Descent
  - Le Territoire des morts (Land of the Dead)
  - La Porte des secrets (The Skeleton Key)
  - Wolf Creek

### Lifetime Achievement Award
- Tony Curtis

### Special Award
- Les films de Harry Potter (Harry Potter à l'école des sorciers, Harry Potter et la Chambre des secrets, Harry Potter et le Prisonnier d'Azkaban, Harry Potter et la Coupe de feu) pour leur contribution au cinéma britannique

### Inspiration Award
- Stephen Frears

### Icon Award
- Brian Cox